# North DeLand
North DeLand es un lugar designado por el censo ubicado en el condado de Volusia en el estado estadounidense de Florida. En el Censo de 2010 tenía una población de 1.450 habitantes y una densidad poblacional de 1.042,55 personas por km².

## Geografía
North DeLand se encuentra ubicado en las coordenadas 29°2′54″N 81°17′47″O / 29.04833, -81.29639. Según la Oficina del Censo de los Estados Unidos, North DeLand tiene una superficie total de 1.39 km², de la cual 1.39 km² corresponden a tierra firme y (0%) 0 km² es agua.

## Demografía
Según el censo de 2010, había 1.450 personas residiendo en North DeLand. La densidad de población era de 1.042,55 hab./km². De los 1.450 habitantes, North DeLand estaba compuesto por el 90.28% blancos, el 3.03% eran afroamericanos, el 0.97% eran amerindios, el 1.03% eran asiáticos, el 0.07% eran isleños del Pacífico, el 3.03% eran de otras razas y el 1.59% pertenecían a dos o más razas. Del total de la población el 13.86% eran hispanos o latinos de cualquier raza.